# چینتسیا د پونتی
چینتسیا د پونتی (ایتالیایی: Cinzia De Ponti؛ زادهٔ ۳ اکتبر ۱۹۶۰) مجری تلویزیون، مدل و بازیگر اهل ایتالیا است. او در سال ۱۹۷۹، زمانی که دانشجوی رشته حقوق در دانشگاه تِرامو بود، برنده مسابقه زیبایی دوشیزهٔ شایسته ایتالیا شد. وی بعدها در سال ۱۹۸۲ عنوان دختر شایسته دانشگاهی ایتالیا را به دست آورد و در مسابقه دوشیزهٔ شایستهٔ جهان ۱۹۸۲ شرکت کرد و موفق به کسب رتبه سوم شد.
از فیلم‌ها یا برنامه‌های تلویزیونی که وی در آن نقش داشته‌است، می‌توان به شوهر در تعطیلات، چرا عشق‌بازی نمی‌کنیم؟، دختر دبیرستانی با دوست پدرش کنار دریا، مربی اسکی، همسرم دوباره به دبیرستان می‌رود، آپاچی سفید، جنایت‌های شخصی، یک ماجرای ایدئال و قدرت شیطان اشاره کرد.